# الكليات (كتاب)
كتاب الكليات للقاضي الحنفي أبي البقاء أيوب بن موسى الحسيني القريمي الكَفَوي من مدينة كَفَهْ بالقرم، والكليات معجم موسوعي فريد من نوعه في المصطلحات والفروق اللغوية، حقَّقه د. عدنان درويش ومحمد المصري، وأصدرته وِزارة الثقافة السورية في عدة مجلدات ثم طبعته مؤسسة الرسالة في 1300 صفحة عام 1419هـ/ 1998م. فيه مصطلحات تخص الفلسفة، وعلم الكلام، والمنطق، وأصول الفقه، والفقه الحنفي، والنحو والصرف، والبلاغة والعروض، والحديث والتاريخ والعلوم وغيرها، ويشمل حديثه عن المصطلحات تحليلها الصوتي والاشتقاقي ويستطرد إلى مسائل فكرية ذات صلة بها، بما يجعله موسوعة فكرية عامة. وقيل إن اهتمام الكفوي بلفظة (كلّ) وما تدل عليه من تعميم واستقصاء وإحاطة، كان أحد الأسباب التي جعلته يسمي كتابه (الكليات). وانتقد كتابه بإغفاله ذكر المصادر غالبًا، وغلبة التجريد والمنطق والأصول فيه. كقوله في باب التذكير والتأنيث: «تعريف المذكر عدمي، وتعريف المؤنث وجودي». ومزجه للنحو بالفقه،

## مقدمة الكتاب
جاء في مقدمة كتاب أبي البقاء صيغة مبتكرة لحمد الله والصلاة على رسوله هي: 
| الكليات (كتاب) | بِسم الله الرَّحْمَن الرَّحِيم؛ خير مَنْطُوق بِهِ أَمَام كل مقَال، وَأفضل مصدر بِهِ كل كتاب فِي كل حَال، مُقَدّمَة تَنْزِيل الْقُرْآن، وَآخر دَعْوَى سكان منَازِل الْجنان، لمن رسمت آيَات جبروته على صفحات الْأَنْفس والآفاق، ورقمت سطور عظموته فِي جباه السَّبع والطباق، ثمَّ أولى مَا قفي بِهِ ذَلِك، وَأَحْرَى مَا شفع بِهِ للسالك، هُوَ التحنن والاستغماد والاستجلاب، حَسْبَمَا سرد رب الأرباب، على أنفس جَوْهَرَة توجت بهَا هَامة تهَامَة، وأصوب سهم استخرج من كنَانَة كنَانَة، وأسنى أنوار السَّمَاوَات وَالْأَرْض، وأبهى أسرار ملكوته بالطول وَالْعرض، وَأحمد من حمد وَحمد، وأوفى من وعد وعهد، مُحَمَّد الَّذِي ابتهجت بيمن أخمصيه سرة الْبَطْحَاء، وباهت بترب نَعْلَيْه حظائر الْقُدس فَوق الْقبَّة الشماء، وعَلى حواريه الَّذين اجتهدوا فِي تأسيس قَوَاعِد الْكَلم، واستفرغوا فِي تشييد ضوابط الحكم. | الكليات (كتاب) |

ثم ذكر ما تعلمه وخبرته وحبه للكتب، وأن تاليفها يخلد الذكر ويفيد الناس وأنه يسعى لنيل هذا، ثم شكر الوزير «مصطفى باشا» على عادة مؤلفي ذلك الزمان في تقديم إهداء إلى أحد الكبار، وبعد ذلك وصف كتابه 
| الكليات (كتاب) | فَجرى مِنْهُ كتاب بديع الْمِثَال، منيع المنال، مُحِيط تنصب إِلَيْهِ الجداول وَلَا يزْدَاد، وتغترف من لجته السحب فَمَا لَهُ من نفاد، تزهى بِهِ الألسن، وترمق نَحوه الْأَعْين، ويحمله الحذاق على الأحداق. من سَافر فِيهِ نظر، وَكَانَ الذَّوْق السَّلِيم رَفِيقه، علم أَنه تأليف جليل، يضْرب بِهِ الْأَمْثَال على الْحَقِيقَة. نعم قد جمعت فِيهِ مَا فِي تصانيف الأسلاف من الْقَوَاعِد وَلَا كالروض للأمطار، وتسارعت لضبط مَا فِيهَا من الْفَوَائِد وَلَا كَالْمَاءِ إِلَى الْقَرار، منقولة بأقصر عبارَة وأتمها، وأوجز إِشَارَة وأعمها، وترجمت هَذَا الْمَجْمُوع الْمَنْقُول، فِي المسموع والمعقول، ورتبتها على تَرْتِيب كتب اللُّغَات، وسميتها بالكليات، راجيا من الله محو السَّيِّئَات، وتخليد الذّكر الْجَمِيل على الْأَيَّام، والتعيش بعد مشارفة الْحمام. وَالْجَامِع الْفَقِير، إِلَى الله الْغَنِيّ الْخَبِير، أَبُو الْبَقَاء الْحُسَيْنِي الكفوي الْحَنَفِيّ، خص باللطف الْجَلِيّ والخفي، يسْأَل مِمَّن نظر فِيهِ أَن يصلح ببنانه مَا عثر عَلَيْهِ فِيهِ من زلل الْقَلَم الفاتر، وخلل الخاطر الضَّعِيف الخائر، أَو يستر بِعَين الْحبّ نقصي كَيفَ مَا كَانَ، فَإِن رقصي على مِقْدَار تنشيط الزَّمَان، وَمَا قل من زل فِي جرداء التَّأْلِيف، بل هُوَ مصايبه. (وَمن ذَا الَّذِي ترْضى سجاياه كلهَا... كفى الْمَرْء نبْلًا أَن تعد معايبه) وَيَد الأفكار قَاصِرَة عَن تنَاول مَا يرام، والصباغة فِي الصِّنَاعَة على النصاعة أصعب مرام، وَالله يَقُول الْحق وَهُوَ يهدي السَّبِيل. نعم الْمولى وَنعم الْوَكِيل. | الكليات (كتاب) |

## المحتوى
يحتوي كتاب الكليات على ستة آلاف مادة تقريبًا، صنّفت بحسب أوائل الكلمات، ولكن دون التزام الدقة التامة في مراعاة الحرفين الثاني والثالث. ولذلك اضطر المحققين إلى وضع فهارس تستدرك هذا النقص بدء من الملجد الثاني، لتعيد الترتيب على نحو معجمي دقيق لتعين الباحث في الكتاب على إيجاد ما يطلبه. والكتاب في استعانة بالشعر وبعضه من تأليف أبو البقاء
ومواد الكتاب تكاد تستوعب المصطلحات التي سبقته خلال القرون العشرة السابقة.

## التطور الدلالي للمفردات
مما يميز كتاب أبو البقاء الكفوي لاستيعابه كل ما يحيط بالمفردات وهو كما قال عنه المحققين «هو أيضا مرجع زخّار للمهتمين بالدراسات اللغوية، وبخاصـة لهـؤلاء الـذين يقومون بمحاولات في تتبع مسار حياة الألفاظ العربيـة، كيـف تعيش وتَشِب وتغنى، ثم كيف يتغير مدلولها بمقتضيات المعطيات الحضارية»

## الفكر الاصطلاحي
نشر في جامعة الموصل دراسة عن الفكر الاصطلاحي ومساهمة الكفوي فيه وذكر في ملخص الدراسة  « لم يكن تناول الكفوي له للاصطلاح طريقاً واحداً، ولم يتّبع أسلوباً محدداً فيه، إنما أتى بطرائق عدة؛ فقد قدّم أسلوبه في تناول المصطلحات بشكل عام في صيغة علمية محددة منضبطة بالتناول المختص مفصِّلاً القول فيه، وتناولها مرة في صيغة متداخلة بين العلوم، وتناولها مرة في صيغة مجملة دون بيان أو تفسير أو إيراد شواهد. ويتخذ البحث مساراً نقدياً لبيان عناية الكفوي بطبيعة المعرفة اللازمة للمصطلح من خلال استشهاده بمجموعة من الشواهد والأمثلة، وإيضاح الصيغ الدلالية الدقيقة للفرق بين المصطلحات، فضلاً عن بيان أهميتها وتوضيح ميدان اشتغالها.»
وانطلاقاً من طرائق الكفوي واشتغاله في الفكر الاصطلاحي تم تقسيم البحث إلى فرعين
- الأول: الفكر الاصطلاحي: المفهوم والإشكالية
- الثاني: معجم (الكليات): المنهج والقيمة.[3]